# 1051 Merope
1051 Merope је астероид са пречником од приближно 67,21 .
Афел астероида је на удаљености од 3,525 астрономских јединица (АЈ) од Сунца, а перихел на 2,909 АЈ.
Ексцентрицитет орбите износи 0,095, инклинација (нагиб) орбите у односу на раван еклиптике 23,459 степени, а орбитални период износи 2108,059 дана (5,771 година).
Апсолутна магнитуда астероида је 9,90 а геометријски албедо 0,042.
Астероид је откривен 16. септембра 1925. године.